# Краківський округ
Краківський округ — адміністративна одиниця Королівства Галичини і Лодомерії у складі Австрійської імперії.
Краківський округ створений 1846 року. Існував до 1867 року, коли було скасовано округи і залишено лише повітовий адміністративний поділ (повіти виділені у складі округів у 1854 році).

## Географія
Краківський округ межував з Бохенським та Вадовіцьким округами. Розташовувався на крайньому заході Галичини, зокрема межував з Сілезією на заході. На північ від Краківського округу була Польща у складі Російської імперії.
В Краківському окрузі було 1 місто, 3 містечка та 244 села.

## Повіти
До 1867 року було 14 повітів зі адміністративним центрами у: Хшанів, Яворжно, Кшешовіце, Лішкі, Моґіла, Подґуже, Нєполоміце, Бохня, Вішніц, Добчице, Войніч, Радлув, Бжеско, Велічка.
Після адміністративної реформи кількість повітів було скорочено.